# Kevin Magee
Kevin Dornell Magee (Gary, 24 dicembre 1959 – Amite City, 23 ottobre 2003) è stato un cestista statunitense, professionista in Italia, Spagna, Israele e Francia.
Ala forte di 203 cm per 104 kg, ha giocato in Europa, ottenendo i massimi risultati con il Maccabi Tel Aviv B.C. e vincendo le Universiadi con la Nazionale statunitense.

## Carriera
Magee ha studiato in tre differenti università. Dopo aver lasciato la Southeastern Louisiana University, senza neanche scendere in campo con la squadra di basket, ha trascorso due anni al Saddleback College e due all'Università della California, Irvine. Nel Draft NBA 1982 è stato la 39ª scelta, preso al secondo turno dai Phoenix Suns, ma in NBA non ha mai giocato.
È stato il miglior marcatore del campionato italiano 1982-83, con 887 punti realizzati con la maglia della Cagiva Varese. In Italia ha vestito anche la maglia della Robe di Kappa Torino.
È morto a 44 anni in Louisiana sull'Interstate 55 in seguito ad un incidente stradale.

## Palmarès

### Squadra
- Universiadi: 1

Naz. statunitense: 1981
- Campionato israeliano: 7

Maccabi Tel Aviv: 1984-85, 1985-86, 1985-86, 1986-87, 1987-88, 1988-89, 1989-90
- Copa del Rey: 1

Saragozza: 1984
- Coppa di Israele: 5

Maccabi Tel Aviv: 1984-85, 1985-86, 1986-87, 1988-89, 1989-90

### Individuale
- 2 volte NCAA AP All-America First Team (1981, 1982)

## Statistiche
Statistiche aggiornate al 1º gennaio 2009
| Stagione        | Squadra              | Competizione | Partite | Partite | Partite | Statistiche tiro | Statistiche tiro | Statistiche tiro | Altre statistiche | Altre statistiche | Altre statistiche | Altre statistiche | Altre statistiche |
| Stagione        | Squadra              | Competizione | Pres.   | Titol.  | Minuti  | Tiri da 2        | Tiri da 3        | Liberi           | Rimb.             | Assist            | Rubate            | Stopp.            | Punti             |
| --------------- | -------------------- | ------------ | ------- | ------- | ------- | ---------------- | ---------------- | ---------------- | ----------------- | ----------------- | ----------------- | ----------------- | ----------------- |
| 1982-1983       | Cagiva Varese        | Serie A1     | 35      |         | 1345    | 347/599          |                  | 193/262          | 517               | 1                 | 61                | 23                | 887               |
| 1983-1984       | Cai Saragozza        | ACB          | 21      |         | 733     | 202/333          |                  | 114/149          | 220               | 5                 | 24                | 15                | 518               |
| 1990-1991       | Cai Saragozza        | ACB          | 36      | 33      | 1330    | 330/540          | 16/40            | 179/228          | 470               | 15                | 52                | 21                | 887               |
| 1991-1992       | Robe di Kappa Torino | Serie A1     | 30      | 30      | 1101    | 231/363          | 18/55            | 142/190          | 402               | 7                 | 36                | 9                 | 658               |
| Totale carriera |                      |              |         |         |         |                  |                  |                  |                   |                   |                   |                   |                   |